# Mary Carr (Schauspielerin)

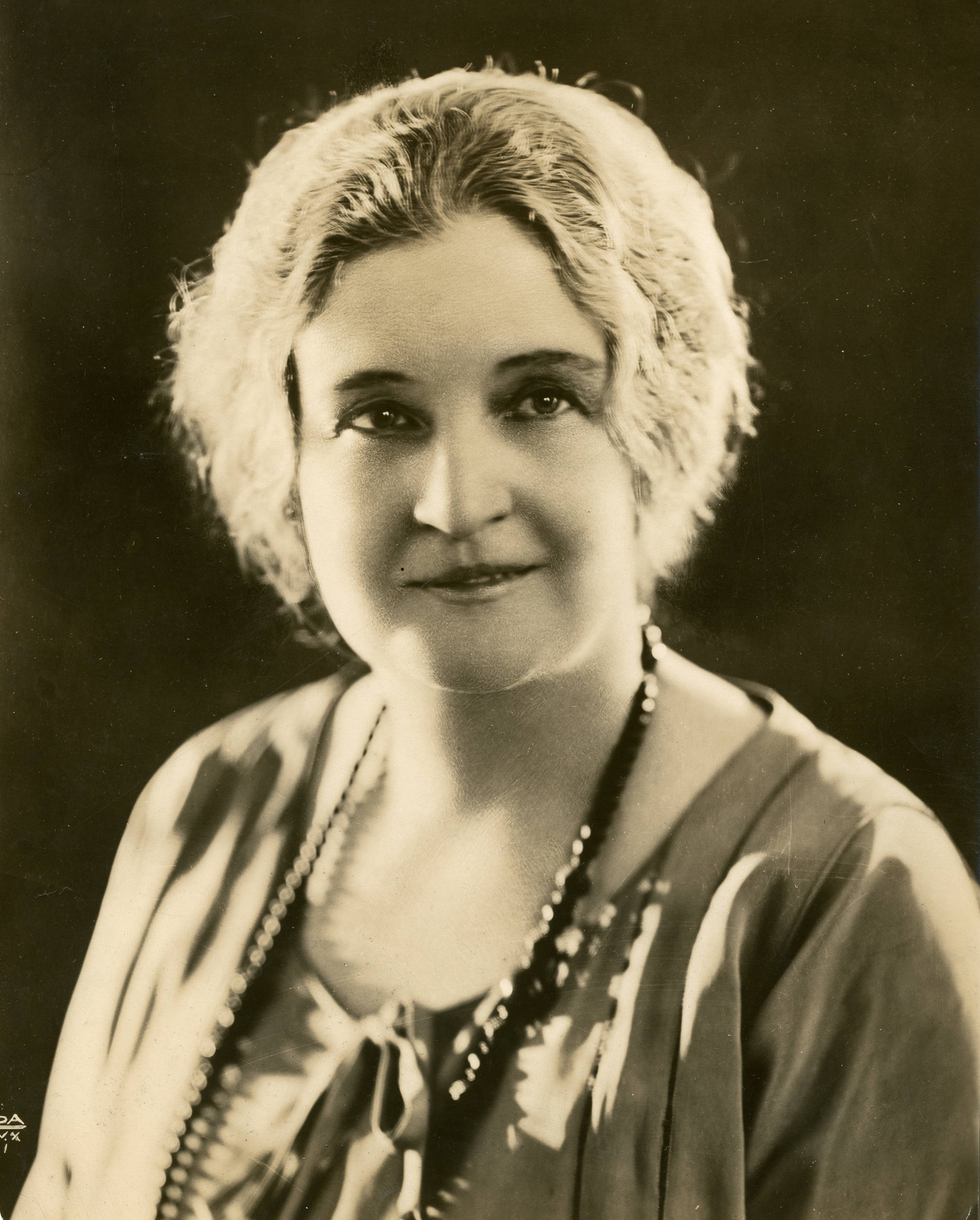
Mary Carr

Mary Kennevan Carr (* 14. März 1874 in Germantown, Pennsylvania; † 24. Juni 1973 in Woodland Hills, Los Angeles, Kalifornien) war eine US-amerikanische Schauspielerin.

## Leben
Mary Carr wurde als Mary Kennevan in Germantown, einem Vorort Philadelphias geboren. Sie ergriff zunächst den Beruf einer Schullehrerin, gab diesen jedoch bald auf, um sich reisenden Schauspielertrupps anzuschließen. Seit 1890 trat sie auf Schauspielbühnen auf. Sie heiratete den Schauspieler William Carr, der seit Beginn des 20. Jahrhunderts als Schauspieler und Regisseur in der aufstrebenden Filmindustrie beteiligt war. Mary Carr trat seit 1915 in Stummfilmen auf. Ihre einprägsamsten Rollen hatte sie in den Jahren 1919 und 1920, als sie in den Filmen Mrs. Wiggs of the Cabbage Patch von Regisseur Hugh Ford und Over the Hill to the Poorhouse von Harry F. Millarde aufopferungsvolle, mütterliche Frauengestalten dargestellte. Diese Filme waren große Kassenerfolge ihrer Zeit, sind aber heute verschollen und daher in Vergessenheit geraten.
Damit war sie auf das für sie typische Rollenklischee festgelegt, gutherzige Mütter oder Großmütter. Ihr Spitzname in Hollywood lautete The Mother of the Movies, die Film-Mutter. Zu ihren bemerkenswerten Filmauftritten werden die Filme Jesse James (1927) unter Regie von Lloyd Ingraham und Second Wife (1930) von Russell Mack gezählt. Dazu vor allem auch ihre Zusammenarbeit mit dem Komikerduo Laurel und Hardy: In dem Kurzfilm One Good Turn (1931) zeigte sie in einer Hauptrolle als Gegenspielerin von James Finlayson beträchtliches komödiantisches Talent; in dem Langfilm Die Teufelsbrüder (1932) spielte sie ihre altmütterliche Paraderolle. Ab Mitte der 1930er-Jahre wurden ihre Filmauftritte kleiner und spärlicher, dennoch erfolgte ihr letzter Filmauftritt erst 1957 in Dino – der Bandit.
Außerhalb des Films hatte Mary Carr das Image einer „flotten, jugendlichen Matrone“, die modebewusst lebte und jede Filmrolle mit jungmädchenhafter Begeisterung anging. 1955 trat sie als Quizteilnehmerin in Groucho Marx’ Show You Bet Your Life auf. Aus der Ehe mit William Carr gingen sechs Kinder hervor, von denen fast alle in der Filmbranche aktiv wurden. Thomas Carr wurde Regisseur. Mary Carr starb 1973 im Alter von 99 Jahren.

## Filmografie
- 1914: The Shadow of Tragedy (Kurzfilm, Verschollen)
- 1915: The Mirror (Kurzfilm)
- 1915: Blaming the Duck, or Ducking the Blame (Kurzfilm)
- 1916: The City of Failing Light
- 1916: Souls in Bondage (Verschollen)
- 1916: Her Bleeding Heart (Verschollen)
- 1916: The Flames of Johannis (Verschollen)
- 1916: Love’s Toll
- 1916: The Light at Dusk (Verschollen)
- 1916: Ignorance
- 1917: The Barrier (Verschollen)
- 1918: The Sign Invisible
- 1918: My Own United States
- 1918: To the Highest Bidder (Verschollen)
- 1918: The Birth of a Race
- 1918: The Beloved Rogue
- 1919: Mrs. Wiggs of the Cabbage Patch
- 1919: Calibre 38
- 1919: The Lion and the Mouse (Verschollen)
- 1919: The Spark Divine
- 1919: New Folks in Town (Kurzfilm)
- 1920: Over the Hill to the Poorhouse
- 1921: Thunderclap
- 1922: Silver Wings
- 1923: The Custard Cup
- 1923: You Are Guilty
- 1923: Children of Dust
- 1923: Loyal Lives
- 1923: The Daring Years
- 1923: On the Banks of the Wabash
- 1923: Broadway Broke
- 1923: Three O’Clock in the Morning
- 1924: Roulette
- 1924: Der Sumpfengel (Painted People)
- 1924: Damaged Hearts
- 1924: Wenn Männer ausgehen (Why Men Leave Home)
- 1924: The Woman on the Jury (Verschollen)
- 1924: The Spirit of the USA
- 1924: Die mit Seelen Handel treiben (For Sale)
- 1924: A Self–Made Failure
- 1924: The Mine with the Iron Door
- 1924: Drei Frauen (Three Women)
- 1924: East of Broadway
- 1924: On the Stroke of Three
- 1925: Easy Money
- 1925: Der elektrische Stuhl (Capital Punishment)
- 1925: The Parasite
- 1925: Auf nach Illustrien (The Wizard of Oz)
- 1925: The Night Ship
- 1925: The Re–Creation of Brian Kent
- 1925: School for Wives (Verschollen)
- 1925: Go Straight
- 1925: Drusilla with a Million
- 1925: A Slave of Fashion
- 1925: The Fighting Cub
- 1925: His Master’s Voice
- 1925: Big Pal
- 1925: The Red Kimona
- 1925: Hogan’s Alley
- 1925: Flaming Waters
- 1925: The Gold Hunters
- 1925: The Feud Woman
- 1926: Stop, Look and Listen
- 1926: The King of the Turf
- 1926: Pleasures of the Rich
- 1926: The Night Watch (Verschollen)
- 1926: The Night Patrol
- 1926: Somebody’s Mother
- 1926: The Wise Guy
- 1926: The Hidden Way
- 1926: Frenzied Flames
- 1926: The Midnight Message
- 1926: The False Alarm
- 1926: Dame Chance
- 1926: Atta Boy
- 1926: Whom Shall I Marry
- 1926: Her Own Story
- 1927: Blonde or Brunette
- 1927: The Show Girl
- 1927: God’s Great Wilderness
- 1927: Das vierte Gebot (The Fourth Commandment)
- 1927: Ein Bandit von Ehre (Jesse James)
- 1927: Paying the Price
- 1927: False Morals
- 1927: Eddie, der Postillion der Liebe (Special Delivery)
- 1927: The Swell–Head (Szene geschnitten)
- 1927: Better Days
- 1927: Ein Bandit von Ehre (Jesse James)
- 1927: On Your Toes
- 1928: Frenzy (Kurzfilm)
- 1928: Frau Sorge
- 1928: The Riding Renegade
- 1928: A Million for Love
- 1928: Lights of New York
- 1928: Ehre deine Mutter
- 1928: Love Over Night
- 1929: Some Mother’s Boy
- 1929: Puckered Success (Kurzfilm)
- 1929: Sailor’s Holiday
- 1930: Second Wife
- 1930: Trailing Trouble
- 1930: Ladies in Love
- 1930: Hot Curves
- 1930: The Utah Kid
- 1930: Just Imagine
- 1930: Midnight Special
- 1931: The Primrose Path
- 1931: Kept Husbands
- 1931: Beyond Victory
- 1931: Stout Hearts and Willing Hands (Kurzfilm)
- 1931: Honeymoon Lane
- 1931: Laurel und Hardy: Retter in der Not (One Good Turn, Kurzfilm)
- 1931: The Fighting Marshal
- 1931: The Law of the Tong
- 1932: Vier Fäuste wie ein Donnerschlag (The Fighting Fool)
- 1932: Running Hollywood (Kurzfilm)
- 1932: Laurel und Hardy: Die Teufelsbrüder (Pack Up Your Troubles)
- 1932: Young Blood
- 1932: Forbidden Trail
- 1933: The Strange Case of Poison Ivy (Kurzfilm)
- 1933: Gun Law
- 1933: The Moonshiner’s Daughter (Kurzfilm)
- 1933: Flying Devils
- 1933: Police Call
- 1933: Headline Shooter
- 1933: The Power and the Glory
- 1933: Sexbombe (Bombshell)
- 1934: Bedside
- 1934: Love Past Thirty
- 1934: Change of Heart
- 1934: The Loudspeaker
- 1934: Whom the Gods Destroy
- 1934: The World Accuses
- 1934: The Silver Streak
- 1935: Fighting Lady
- 1935: Go Into Your Dance
- 1935: Silk Hat Kid
- 1935: I Don’t Remember (Kurzfilm)
- 1936: Fünflinge (The Country Doctor)
- 1936: Gentle Julia
- 1936: Postal Inspector
- 1936: The Sea Fiend (Devil Monster)
- 1937: Rich Relations
- 1937: Music for Madame
- 1938: West of Rainbow’s End
- 1939: East Side of Heaven
- 1940: Rendezvous nach Ladenschluß (The Shop Around the Corner)
- 1940: Manhattan Heartbeat
- 1940: Haunted House
- 1941: Model Wife
- 1942: Eagle Squadron
- 1945: Oregon Trail
- 1946: Partners in Time
- 1956: Lux Video Theatre (Fernsehserie, 1 Folge)
- 1956: Lockende Versuchung (Friendly Persuasion)
- 1957: Dino – der Bandit (Dino)